# Aglientu
Aglientu is een gemeente in de Italiaanse provincie Olbia-Tempio (regio Sardinië) en telt 1126 inwoners (31-12-2004). De oppervlakte bedraagt 147,7 km², de bevolkingsdichtheid is 8 inwoners per km².

## Demografie
Aglientu telt ongeveer 521 huishoudens. Het aantal inwoners daalde in de periode 1991-2001 met 0,8% volgens cijfers uit de tienjaarlijkse volkstellingen van ISTAT.
| Jaar | Inwoneraantal |
| ---- | ------------- |
| 1991 | 1102          |
| 2001 | 1093          |

## Geografie
De gemeente ligt op ongeveer 420 meter boven zeeniveau.
Aglientu grenst aan de volgende gemeenten: Aggius, Luogosanto, Santa Teresa Gallura, Tempio Pausania, Trinità d'Agultu e Vignola.
Aggius · Aglientu · Alà dei Sardi · Arzachena · Badesi · Berchidda · Bortigiadas · Buddusò · Budoni · Calangianus · Golfo Aranci · La Maddalena · Loiri Porto San Paolo · Luogosanto · Luras · Monti · Olbia · Oschiri · Padru · Palau · San Teodoro · Sant'Antonio di Gallura · Santa Teresa Gallura · Telti · Tempio Pausania · Trinità d'Agultu e Vignola
1. ↑  https://demo.istat.it/?l=it.